# Manuel Fernández Grajal
Manuel Fernández Grajal (Madrid, 5 de juny de 1838 - idem. 6 de febrer de 1920) fou un músic espanyol.
Va fer els seus estudis al Conservatori de la seva ciutat natal, on durant molts anys va exercir el professorat com a titular d'una catedra de solfeig, i posteriorment de piano.
El seu germà Tomás, mort alguns anys abans (1914) i també pertanyent al claustre del dit establiment docent (classe de composició), fou així mateix un músic distingit, escrivint obres didàctiques, de concert i juntament amb el seu germà van compondre les òperes Una venganza i El Viejo Telémaco'', òpera bufa; ambdues gaudiren de força acceptació.